# 船橋町
船橋町（ふなばしまち）は、千葉県東葛飾郡にかつて存在した町。現在の船橋市の南部地域にあたる。

## 概要
1889年に海神村、九日市村、五日市村の3カ村が合併して成立した（九日市村・五日市村は現・本町）。その後、1937年（昭和12年）に船橋町・葛飾町・八栄村・法典村・塚田村と合併して船橋市が設置されたことによって廃止した。船橋町は、千葉県下においても比較的人口が集中しており、江戸時代には、宿場町や集積場として銚子についで繁栄していたといわれている。町名の由来については船橋市を参照のこと。

## 行政
歴代町長
- 初代 在原震平 - 明治22年6月〜明治10年9月
- 第2代 石井清太郎 - 明治10年10月〜明治16年4月
- 第3代 川奈部慶之助 - 明治13年5月〜明治14年5月
- 第4代 金子宇右衛門 - 明治14年5月〜明治18年5月
- 第5代 深津方矩 - 明治42年8月〜大正2年9月
- 第6代松本教蔵 - 大正3年3月〜大正15年7月
- 第7代 森岡正元 - 大正5年3月〜大正7年3月
- 第8代 清古占治 - 大正7年6月〜大正7年11月
- 第9代 松本芳蔵 - 大正7年11月〜大正11年11月
- 第10代 大野三郎 - 大正11年12月〜昭和3年2月
- 第11代 片野延雄 - 昭和3年3月〜昭和4年4月
- 第12代 宇賀山金次郎 - 昭和4年5月〜昭和8年5月
- 第13代 後藤秀四労 - 昭和8年8月年〜昭和9年1月
- 第14代 鈴木秀吉 - 昭和9年4月〜昭和10年6月
- 第15代 斎藤林平 - 昭和11年5月〜昭和12年3月

## 交通

### 鉄道路線
- 総武鉄道（1909年に国有化） - 1894年開通
  - 総武本線（船橋駅）
- 京成電鉄 - 1916年に船橋駅まで開通、1919年に海神駅が開設、1921に津田沼駅まで延伸に伴い大神宮下駅が開設、1927年に谷津支線開通に伴い花輪駅（現在の船橋競馬場駅）が開設。
  - 京成本線（京成船橋駅－大神宮下駅－船橋花輪駅）
  - 京成谷津支線（京成花輪駅）－1927年開通、1931年営業休止、1934年廃止。

中心となる駅
- 船橋駅

### 主な街道
- 千葉街道（上総道）
- 東金街道（御成街道）
- 行徳街道（行徳道）

## 町内の主な施設・機関

### 宗教施設
神社
- 船橋大神宮
- 厳島神社

寺院
- 東明寺

### 教育施設
- 船橋小学校

## 関連文献
- 船橋町誌 - Google ブックス（千葉県東葛飾郡船橋町、1937年）